# Vox Catalunya
Vox Catalunya és la delegació de Vox a Catalunya.
Va obtenir 11 diputats al Parlament de Catalunya l'any 2021, encara que des de l'octubre de 2022 són 10 després que Antonio Gallego Burgos passés a ser diputat no adscrit. L'any 2024 va tornar a obtenir 11 diputats.

## Ideologia

### Centralisme
Vox Catalunya segueix la línia del partit a nivell estatal. Defensen el centralisme territorial, antítesi de l'autonomisme, i aposten per retornar primer, en cas d'arribar a governar, les competències relacionades amb la sanitat i l'educació al govern central, i després reduir la composició del Parlament de Catalunya.

### Antiindependentisme i unitat nacional
Un altre dels trets ideològics de Vox Catalunya és la defensa de la unitat d’Espanya, la hispanitat i el rebuig al secessionisme català.

## Resultats electorals

### Eleccions generals
| Eleccions | Escons | ± | Vots    | %      |
| --------- | ------ | - | ------- | ------ |
| 2015      | 0/47   |   | 465     | 0,01 % |
| 2016      | 0/47   |   | 198     | 0,01 % |
| Abr. 2019 | 1/48   | 1 | 148 844 | 3,59 % |
| Nov. 2019 | 2/48   | 1 | 243 640 | 6,29 % |
| 2023      | 2/48   | = | 275 080 | 7,76 % |

### Eleccions al Parlament de Catalunya
Vox va decidir no presentar-se a les Eleccions al Parlament de Catalunya de 2015 en considerar una "farsa" la convocatòria per part del president de la Generalitat, Artur Mas. L'octubre de 2022, Antonio Gallego Burgos deixa el grup de Vox al Parlament de Catalunya. L'any 2024 va obtenir novament 11 diputats amb un lleuger augment del nombre de vots.
| Eleccions | Vots    | Percentatge | Escons | ±  |
| --------- | ------- | ----------- | ------ | -- |
| 2017      | 1 864   | 0,05%       | 0/135  | –  |
| 2021      | 217 883 | 7,69%       | 11/135 | 11 |
| 2024      | 243 115 | 8,12%       | 11/135 | =  |